# Adrian Năstase
Adrian Năstase (Bucareste, 22 de junho de 1950) é um político romeno que foi primeiro-ministro da Romênia de dezembro de 2000 a dezembro de 2004.
Disputou a eleição presidencial em 2004 pelo Partido Social Democrata da Romênia (PSD), mas foi derrotado pelo candidato de centro-direita da Aliança Justiça e Verdade, Traian Băsescu.
Ele foi presidente da Câmara dos Deputados da Romênia de 21 de dezembro de 2004 a 15 de março de 2006, quando ele renunciou devido a acusações, ainda não comprovadas, de corrupção.